# Chiesa di San Giovanni in Ayno
La ex chiesa di San Giovanni in Ayno è un edificio del centro storico di Roma, già luogo di culto cattolico, situato nel rione Regola, all'intersezione tra via di Monserrato e piazza de' Ricci.

## Storia e descrizione

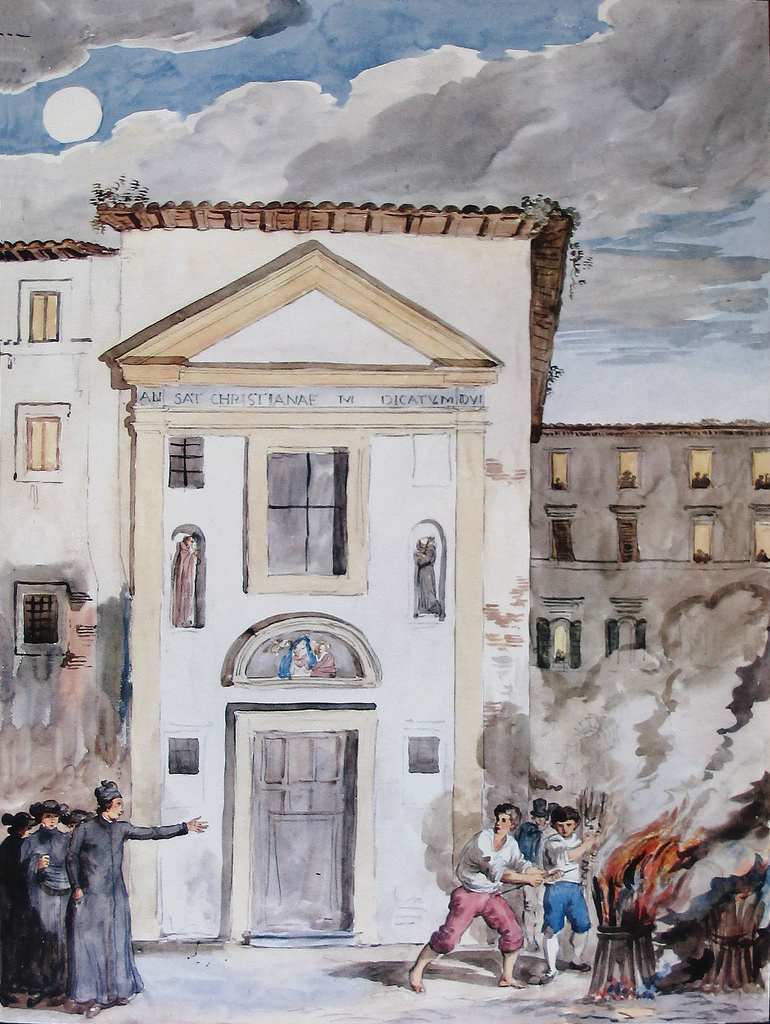
La chiesa in un acquarello di Achille Pinelli (1834)

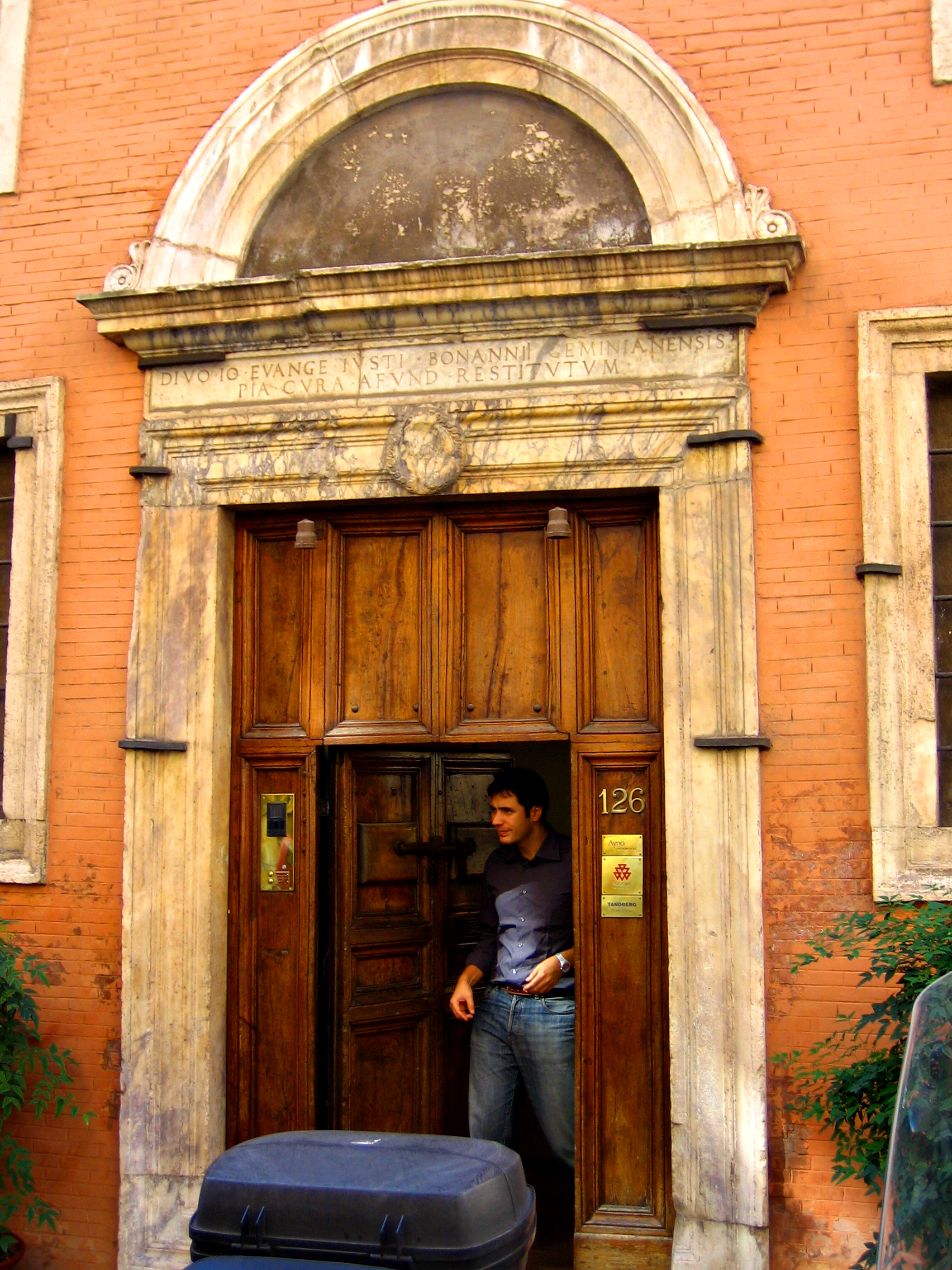
Il portale

Non si conosce la data di costruzione di questa chiesa; essa si trova citata per la prima volta in un documento di papa Urbano III del 1186 tra le chiese filiali di San Lorenzo in Damaso. Nel catalogo di Cencio Camerario (fine XII secolo) compare al n. 277 con il nome di sancto Johanni in Agina. In documenti del XIV e XV secolo si trova menzionata con diversi appellativi, tra cui in agina (o in aginus) e in ayno. Diverse sono le ipotesi, o le supposizioni, a proposito dell'origine di questo nome:
- secondo il Nibby, l'appellativo in Ayno deriverebbe dal nome della famiglia all'origine della chiesa,[3] ipotesi però rifiutata dall'Armellini come priva di fondamento;
- dal canto suo l'Armellini ipotizza che il termine ayno sia una storpiatura popolare del latino agnus (agnello), immagine che l'iconografia cristiana associa a san Giovanni Battista; probabilmente un dipinto raffigurante il Battista con l'agnello adornava la facciata della piccola chiesa, e questo aveva dato origine al nome popolare: da san Giovanni in agno si passò a in agino e infine in ayno.[4] L'Hulsen rifiuta questa tesi, per il semplice fatto che il titolare della chiesa non era Giovanni Battista bensì Giovanni Evangelista.[5]
- Infine, un'ultima ipotesi avanzata (Rendina) è che il termine ayno faccia riferimento al termine semitico ain, ossia fonte, in relazione ad antiche sorgenti presenti nella zona.[1]

La chiesa fu parrocchia dalla fine del XIV secolo fino al 1º novembre 1824, anno in cui papa Leone XII riformò il sistema parrocchiale della città; da quel momento la cura d'anime passò alla chiesa di Santa Lucia del Gonfalone. Tra il 1585 ed il 1597 assunse parte delle competenze della soppressa parrocchia di Sant'Andrea di Nazareth (detta anche Sant'Andrea de Azanesi); nel 1805 incorporò la soppressa parrocchia di San Nicola degli Incoronati. Nel 1566 la parrocchia era composta di quaranta famiglie e circa 300 fedeli; nel 1660 è documentata la presenza di circa sessanta famiglie, scese a circa trenta nel 1697.
Secondo l'Adinolfi, la chiesa medievale aveva l'interno basilicale, preceduta da un piccolo portico; ciò ipotizza che l'antico edificio era molto più grande dell'attuale. L'iscrizione sull'architrave del portale ricorda che la chiesa fu ricostruita per interessamento di Giusto Bonanni di San Geminiano. Incerta è la data di tale ricostruzione, in quanto la data riportata sull'architrave è corrotta: si ipotizza 1590 o 1599, ma lo stile del prospetto fa pensare alla fine del Quattrocento o agli inizi del Cinquecento.
Tra il 1552 ed il 1571 fu sede della Confraternita dell'Orazione e Morte, che fece restaurare la chiesa. In una relazione del 1660, la chiesa è descritta in questi termini:
Ha solamente una nave, è soffittata, ha il coro, ha il campanile con due campane piccole, ha un'altra campanella nella porta della sagrestia. Ha un solo altare col tabernacolo ligneo dorato, dove si conserva continuamente il ss. Sagramento dell'Eucarestia. Nell'altare è l'imagine della b. Vergine Maria dipinta in muro, dal lato dell'Evangelio in una nicchia dipinta e in tela l'imagine del santo titolare s. Gio. Evangelista, dal lato dell'epistola l'imagine di s. Ludovico re di Francia parimente dipinto in tela in un'altra nicchia. Il pavimento è mattonato.
La chiesa ha la sua facciata alla strada maestra con due fenestre con le ferrate: il frontespizio fu fabbricato l'anno 1590 da Iusto Bonani, come appare dalla sua iscrizione a capo di esso frontespizio, sopra al quale nel muro vi sta dipinto Dio Padre e dal lato destro s. Gio. Battista, dal sinistro il santo protettore, e sopra la porta sta dipinta in muro di bellissima pittura la sacra imagine della beatissima Vergine madre di Cristo col suo Bambino in braccio.»
(Stato temporale del 1660.)
I due altari laterali, dedicati rispettivamente a san Giovanni Evangelista e a sant'Anna, furono edificati negli ultimi due decenni del Seicento. Essi erano decorati con due tele di Giulio Ricci e Ferdinando Bonaventura Paoli. Agli inizi del Settecento la chiesa subì altre modifiche, ed il 30 novembre 1729 venne riconsacrata.
Le guide di Roma, a partire dal Settecento, ricordano queste opere: Sant'Anna e Maria bambina di Giuseppe Passeri; Natività di Gesù di Antonio Amorosi; San Giovanni Battista e San Filippo Neri di Giacomo Diol; San Giovanni Evangelista di Giovanni Conca (attribuito anche a Sebastiano Conca); Memoria funebre del parroco Porfirio Antonini di Bernardino Ludovisi.
Dopo la soppressione della parrocchia, la chiesa continuò a svolgere le sue funzioni sacre fino al 1895, quando fu sconsacrata e destinata a magazzino per materiali da costruzione. Danneggiata dal sisma del 31 agosto 1909, che provocò gravi lesioni alla facciata, fu spogliata di tutte le sue opere interne entro il 1911, ad eccezione dell'affresco della Madonna della salute, ancora in parte conservato al piano superiore. Infatti nel 1913 l'interno fu suddiviso con un solaio ed adibito ad abitazione privata con magazzini al pian terreno. Dopo la guerra l'edificio passò di mano più volte, e fu destinato a cabaret, scuola americana, negozio di antiquariato ed ancora abitazione privata. Oggi è di proprietà e sede di un'associazione che porta il medesimo nome.
Alla fine del 2013 è stata rinvenuta la tela del San Giovanni Evangelista, un'opera pittorica di grandi dimensioni che giaceva in una collezione privata in pessimo stato di conservazione recante firma "J.C." e datata 1728. È da ritenersi che il Giovanni Conca fece quest'opera in occasione della riconsacrazione della chiesa nel 1729. L'opera è stata descritta e archiviata da vari autori come il Nibby e comparsa nelle cronache storiche fino alla spoliazione della chiesa avvenuta successivamente alla sua sconsacrazione.